# 佩尔沙伊德
佩尔沙伊德是德国莱茵兰-普法尔茨州的一个市镇。总面积18.51平方公里，总人口381人，其中男性176人，女性205人（2011年12月31日），人口密度21人/平方公里。